# IC 1935
IC 1935 је спирална галаксија у сазвјежђу Часовник која се налази на листи објеката дубоког неба у Индекс каталогу.
Деклинација објекта је - 50° 0' 38" а ректасцензија 3h 26m 13,3s. Привидна величина (магнитуда) објекта IC 1935 износи 13,8 а фотографска магнитуда 14,5. IC 1935 је још познат и под ознакама ESO 200-23, PGC 12833.